# Bogomil Brecelj
Bogomil Brecelj, slovenski rimskokatoliški duhovnik, kulturni in prosvetni delavec, * 8. avgust 1925, Žapuže, † 21. januar 2011.

## Življenje in delo
Ljudsko šolo in gimnazijo je obiskoval v Ljubljani, zaradi vojnih razmer pa je maturiral v avstrijskem Lienzu, jeseni istega leta se je vpisal na goriško bogoslovje. Sveto mašniško posvečenje je prejel 25. marca 1950. Najprej je kot kaplan in katehet služboval v raznih krajih, od 10. septembra 1955 do 3. marca 1965 je bil župni upravitelj  in nato do 31. avgusta 1973 župnik v Doberdobu. V Doberdobu je razvil vso svojo organizacijsko sposobnost. Delal je z mladinsko dramsko skupino, vodil mladinski pevski zbor, prosvetni in cerkveni zbor, odbojkarsko ekipo in dal pobudo za gradnjo kulturnega doma. V času, ko je služboval v Doberdobu, so priredili okoli 40 večjih gledaliških in drugih prireditev. Septembra 1973 je bil premeščen v Nabrežino. Tu je v letih 1982-1983 zgradil župnijsko dvorano z odrom. Pod njegovim vodstvom je župnija izdajala dvojezični informativni list Srečanje. Leta 1989 je za posebne zasluge na kulturnem področju prejel priznanje Zveze slovenskih kulturnih društev.